# Вехтар (герцог Фріульський)
Вехтар або Вехтарій (†678), герцог Фріульський (666—678), лангбард з Віченци.
Коли король лангобардів Грімоальд I рушив на південь Італії на допомогу своєму синові Ромоальду, щоб визволити герцогство Беневентське від візантійців, він уповноважив герцога Лупуса керувати Павією. Не сподіваючись повернення короля Грімоальда I Лупус правив у Павії як тиран. Однак король повернувся до своєї столиці, а тому Лупус був змушений утекти до Чівідале дель Фріулі, виношуючи плани бунту проти Грімоальда. Король попросив аварів напасти на герцогство Фріульське, щоб запобігти початку громадянської війни. Вирішальна битва відбулась біля Фловії та тривала 4 дні. Лупус, який не міг перемогти аварів, убив себе на полі бою.
Лупусу спадкував його син Арнефріт, проте його усунув з престолу король Грімоальд I, який вигнав аварів з герцогства. Арнефріт утік до слов'ян, з військом яких намагався відвоювати престол, але був розгромлений Грімоальдом і помер у замку Німіс.
Король призначив герцогом свого наближеного дворянина Вехтара, який керував загоном лангобардів. Вехтар був спокійним і справедливим правителем.